# Welf V
Welf V (?, 1072 - Kaufering, 24 september 1120), bijgenaamd de Dikke, was een zoon van Welf I van Beieren en van Judith van Vlaanderen. Hij volgde (als Welf II) zijn vader op als hertog van Beieren in 1101.
Hij was in 1089 gehuwd met de 26 jaar oudere Mathilde van Toscane (1046-1115), dochter van markgraaf Bonifatius III van Toscane en van Beatrix van Opper-Lotharingen. In 1095 had de jonge markgraaf genoeg van het politiek-strategisch opgezet huwelijk.
Als hertog van Beieren zorgde Welf voor orde en vrede in zijn gebied, tegen de Liutpoldingers en de aartsbisschop van Salzburg in. In 1104 koos hij de zijde van Hendrik V en vergezelde hem naar de keizerskoning in Italië in 1110/1111.

## Voorouders
| Voorouders van Welf V (1072-1120) | Voorouders van Welf V (1072-1120)                                          | Voorouders van Welf V (1072-1120)                                          | Voorouders van Welf V (1072-1120)                                          | Voorouders van Welf V (1072-1120)                                          | Voorouders van Welf V (1072-1120)                                           | Voorouders van Welf V (1072-1120)                                           | Voorouders van Welf V (1072-1120)                                           | Voorouders van Welf V (1072-1120)                                           |
| --------------------------------- | -------------------------------------------------------------------------- | -------------------------------------------------------------------------- | -------------------------------------------------------------------------- | -------------------------------------------------------------------------- | --------------------------------------------------------------------------- | --------------------------------------------------------------------------- | --------------------------------------------------------------------------- | --------------------------------------------------------------------------- |
| Overgrootouders                   | Albert Azzo I van Luni (~980-na 1026) ∞ Adela (-)                          | Albert Azzo I van Luni (~980-na 1026) ∞ Adela (-)                          | Welf II van Altdorf (965–1030) ∞ Irmentrude van Luxemburg (~990-1057)      | Welf II van Altdorf (965–1030) ∞ Irmentrude van Luxemburg (~990-1057)      | Arnulf II van Vlaanderen (960-988) ∞ 968 Suzanna van Italië (950-1003)      | Arnulf II van Vlaanderen (960-988) ∞ 968 Suzanna van Italië (950-1003)      | Richard II van Normandië (963–1026) ∞ 1000 Judith van Bretagne (982-1017)   | Richard II van Normandië (963–1026) ∞ 1000 Judith van Bretagne (982-1017)   |
| Grootouders                       | Albert Azzo II van Este (997-1096/97) ∞ Cunigonde van Altdorf (~1020-1055) | Albert Azzo II van Este (997-1096/97) ∞ Cunigonde van Altdorf (~1020-1055) | Albert Azzo II van Este (997-1096/97) ∞ Cunigonde van Altdorf (~1020-1055) | Albert Azzo II van Este (997-1096/97) ∞ Cunigonde van Altdorf (~1020-1055) | Boudewijn IV van Vlaanderen (980–1035) ∞ Eleonora van Normandië (1005-1035) | Boudewijn IV van Vlaanderen (980–1035) ∞ Eleonora van Normandië (1005-1035) | Boudewijn IV van Vlaanderen (980–1035) ∞ Eleonora van Normandië (1005-1035) | Boudewijn IV van Vlaanderen (980–1035) ∞ Eleonora van Normandië (1005-1035) |
| Ouders                            | Welf IV (~1030/40-1101) ∞ Judith van Vlaanderen (1031/35-1094)             | Welf IV (~1030/40-1101) ∞ Judith van Vlaanderen (1031/35-1094)             | Welf IV (~1030/40-1101) ∞ Judith van Vlaanderen (1031/35-1094)             | Welf IV (~1030/40-1101) ∞ Judith van Vlaanderen (1031/35-1094)             | Welf IV (~1030/40-1101) ∞ Judith van Vlaanderen (1031/35-1094)              | Welf IV (~1030/40-1101) ∞ Judith van Vlaanderen (1031/35-1094)              | Welf IV (~1030/40-1101) ∞ Judith van Vlaanderen (1031/35-1094)              | Welf IV (~1030/40-1101) ∞ Judith van Vlaanderen (1031/35-1094)              |